# Nikolai Wladimirowitsch Krylow
Nikolai Wladimirowitsch Krylow (russisch Николай Владимирович Крылов, im Englischen als Nicolai V. Krylov zitiert; * 5. Juni 1941 in Sudogda, Oblast Wladimir) ist ein russischer Mathematiker, der sich mit partiellen Differentialgleichungen beschäftigt, speziell stochastischen partiellen Differentialgleichungen und Diffusionsprozessen.
Krylov studierte an der Lomonossow-Universität, wo er 1966 bei E. B. Dynkin promovierte (Kandidatentitel) und sich 1973 habilitierte (russischer Doktorgrad). Er lehrte 1966 bis 1990 an der Lomonossow-Universität und ist seit 1990 Professor an der University of Minnesota.
Zu Anfang (ab 1963) arbeitete er, angeregt durch Dynkin, über nichtlinearer stochastische Kontrolltheorie, was auf das Studium konvexer, nichtlinearer partieller Gleichungen 2. Ordnung führt (Bellman-Gleichungen), die mit stochastischen Methoden untersucht wurden. Dies führte ihn auf die Evans-Krylov-Theorie, für die er 2004 mit Lawrence C. Evans den Leroy P. Steele Prize der American Mathematical Society erhielt (gleichzeitig und unabhängig von beiden entwickelt). Sie bewiesen darin die zweifache Differenzierbarkeit (Hölder-Stetigkeit der zweiten Ableitungen) der Lösungen konvexer, völlig nichtlinearer, gleichmäßig elliptischer partieller Differentialgleichungen und damit die Existenz „klassischer Lösungen“ (Satz von Evans-Krylov).
Er war 1978 in Helsinki und 1986 in Berkeley Invited Speaker auf dem ICM. 2001 erhielt er den Humboldt Research Award. Er ist Mitglied der American Academy of Arts and Sciences (1993).
Er sollte nicht mit dem Mathematiker Nikolai Mitrofanowitsch Krylow verwechselt werden.

## Schriften
- Controlled diffusion processes, Springer 1980
- Introduction to the theory of diffusion processes, AMS 1995
- Nonlinear elliptic and parabolic equations of the second order, Dordrecht, Reidel 1987
- Lectures on elliptic and parabolic equations in Holder Spaces, AMS 1996
- Introduction to the theory of random processes, AMS 2002